# Le jeu de l'amour et du hasard (película de 2010)
Le jeu de l'amour et du hasard es una película Suiza dirigida por Jean Liermier y Elena Hazanov, tomando un guion de Hazanov. La película de 75 minutos está basada en la obra de teatro homónima de Pierre de Marivaux, y se estrenó en 2010.
Pierre Carlet de Chamblain de Marivaux (1688 - 1763) fue un novelista y dramaturgo francés, famoso por sus piezas de enredo amoroso y galante, en las que no falta la crítica social y moral.
Una versión fílmica anterior de la pieza fue El juego del amor y del azar de Argentina, dirigida en 1944 por Leopoldo Torres Ríos.

## Sinopsis
Silvia es incapaz de comprometerse en una relación con un hombre y su padre desea que se case con Dorante, el hijo de un amigo, por lo cual lo invita a pasar un relajante fin de semana en Suiza para que se conozcan. Silvia convence a su padre de someterlo a una prueba para lo cual trueca su personalidad con la de una criada y comienza entonces un juego de roles que tiene consecuencias inquietantes en el terreno amoroso.

## Reparto
- Dominique Gubser
- Joan Mompart
- François Nadin
- Alexandra Tiedemann

## Premio
La película obtuvo el premio del Jurado del 2011 en el Encuentro del cine francófono en Beaujolais.